# Хиерон II
Хиерон II е древногръцки владетел, управлявал Сиракуза от 270 до 216 г. пр.н.е..
Възцарява се с помощта на наемнически войски след оттеглянето на епирския цар Пир от Сицилия. Конфликтът му с мамертините води до интервенция на Рим, който прехвърля войски на острова през 264 г. пр.н.е. Първоначално Хиерон се опълчва заедно с картагенците срещу римляните, но е разбит и принуден да сключи мир през 263 г. пр.н.е. До края на Първата пуническа война остава верен съюзник на Рим, подпомагайки го с продоволствие, флота и обсадни машини. В края на войната римляните завладяват цяла Сицилия без югоизточния ѝ ъгъл, владение на Хиерон. Съгласно мирния договор от 241 г. пр.н.е. на Картаген е забранено да воюва с римските съюзници, в т. ч. и Сиракуза. Близките отношения с римляните водят до продължителен мир и стопански просперитет на сиракузците.
В началото на Втората пуническа война Хиерон отново застава срещу Картаген. Умира над 90-годишен през 216 г. пр.н.е.